# Ана Јегорова
Поручник Ана Александровна Тимофејева-Јегорова (рус. Анна Александровна Тимофеева-Егорова; 23. септембар 1916 – 29. октобар 2009) је била пилот у Совјетском ратном ваздухопловству током Другог светског рата и Херој Совјетског Савеза.

## Биографија

### Рана младост
Јегорова је рођена у селу Торжок, у Калињинској области, у Царској Русији, у сиромашној сељачкој породици са шеснесторо деце. Након што је завршила средњу школу, уписала је трговачку школу, а у исто време је похађала припремни курс за универзитет и радила на изградњи Московског метроа. Била је члан једриличарског клуба, а летачку обуку је завршила у Кершонској школи летења, након чега је добила звање инструктора летења.

### Други светски рат
По отпочињању немачке инвазије на СССР, 22. јула 1941. године, пријавила се добровољно у Совјетско ратно ваздухопловство. У периоду од 1941-42. године летела је на дрвеном двокрилцу Поликарпов По-2, у саставу 130. ескадриле за везу. 20. маја 1942. године, током поштанског лета, напао ју је немачки ловац. Иако се њен авион запалио, успела је принудно да слети. Немачки пилот је у више налета отворио ватру на њу док је бежала, али је успела да се сакрије и да достави пошту коју је превозила.
Након обарања, прошла је летачку обуку за руски јуришни бомбардер Иљушин Ил-2 Штурмовик. 1943. године прекомандована је у 805. ваздухопловни јуришни пук и обавила је 243 мисије летећи на совјетском јуришном бомбардеру Иљушин Ил-2. Учествовала је у биткама изнад Таманског полуострва, Крима и Пољске. Била је једина жена пилот у свом пуку.
,
У августу 1944. године, током мисије напада на немачке положаје на Магнушевском мостробрану у близини Варшаве, њен авион је погођен ватром са земље. Њен стрелац је погинуо, а авион је тешко оштећен. Летећи на леђима, Јегорова коју је захватио пламен, искочила је наглавачке из авиона у ниском лету; њен падобран се само делимично отворио због чега је приликом удара у земљу поломила више костију и претрпела унутрашње повреде. Немци су је заробили и указали јој прву помоћ, након чега је пребачена у заробљенички логор где се о њеним повредама бринуо др. Георгиј Сињаков. Пошто су њени претпостављени веровали да је погинула у борби, крајем 1944. године постхумно јој је додељено звање Хероја Совјетског Савеза, али је опозвано када се сазнало да је жива и да се налази у немачком заробљеништву.
Дана 31. јануара 1945. године совјетске снаге су ослободиле заробљенички логор у Кустрину, у којем је била заточена Јегорова. Након повратка у СССР, једанест дана је провела у истражном затвору за совјетске ратне заробљенике повратнике, где ју је испитивао НКВД због сумње да се добровољно предала непријатељу. Након што су други заробљеници сведочили о њеним повредама и заробљавању, као и о њеном држању у заробљеништву, пуштена је из затвора, али је због медицинских разлога, 1945. године отпуштена из Совјетског ратног ваздухопловства. Удала се за бившег команданта њене дивизије, Вјачеслава Тимофејева и родила је два сина.
Дана 6. маја 1965. године коначно јој је уручен орден Хероја Совјетског Савеза и орден Лењина.

## Одликовања и медаље
|  | Херој Совјетског Савеза (6. мај 1965)                                            |
|  | Орден Лењина                                                                     |
|  | Орден Црвене заставе, два пута                                                   |
|  | Орден Патриотског рата, I класе, два пута                                        |
|  | Медаља за одбрану Кавказа                                                        |
|  | Медаља "За победу над Немачком у Великом отаџбинском рату 1941-45"               |
|  | Јубиларна медаља "Двадесет година од победе у Великом обаџбинском рату 1941-45"  |
|  | Јубиларна медаља "Тридесет година од победе у Великом обаџбинском рату 1941-45"  |
|  | Јубиларна медаља "Четрдесет година од победе у Великом обаџбинском рату 1941-45" |
|  | Јубиларна медаља "Педесет година од победе у Великом обаџбинском рату 1941-45"   |
|  | Јубиларна медаља "Шездесет година од победе у Великом обаџбинском рату 1941-45"  |
|  | Јубиларна медаља "Тридесет година Совјетске војске и морнарице"                  |
|  | Јубиларна медаља "Четрдесет година Совјетских оружаних снага"                    |
|  | Јубиларна медаља "Педесет година Совјетских оружаних снага"                      |
|  | Јубиларна медаља "Шездесет година Совјетских оружаних снага"                     |
|  | Јубиларна медаља "Седамдесет година Совјетских оружаних снага"                   |